# Lucie z Lammermooru
Lucie z Lammermooru (italsky Lucia di Lammermoor) je opera autora Gaetana Donizettiho. Poprvé byla uvedena v 26. září 1835 v Neapoli. O čtyři roky později byla v Paříži uvedena francouzská verze (francouzsky Lucie de Lammermoor), která není pouhým překladem, ale mírně se liší.
Libreto napsal Salvatore Cammarano volně podle románu Nevěsta z Lammermooru od Waltra Scotta. Tento román byl inspirován skutečnou událostí v rodině skotského právníka Sira Jamese Dalrymplea z roku 1669. Opera má tři dějství, je považována za nejúspěšnější autorovu operu a ten díky ní získal místo profesora na královské konzervatoři v Neapoli.

## Hlavní postavy
| Lucia Ashton z Lammermooru                                        | soprán      |
| Lord Enrico Asthon z Lammermooru, její bratr                      | baryton     |
| Sir Edgardo z Ravenswoodu, Luciin milenec                         | tenor       |
| Lord Arturo Bucklaw, Luciin novomanžel                            | tenor       |
| Kaplan Raimondo Bidebent, kalvinistický kaplan, Luciin vychovatel | bas         |
| Alisa, Luciina společnice                                         | mezzosoprán |
| Normanno, myslivec                                                | tenor       |

## Děj opery
Před začátkem opery:
Rodiny Ashtonů z Lammermooru a Rawenswoodů žijí v nepřátelství. Lord Enrico Ashton porazil svého nepřítele Edgarda z Ravenswoodu, pobil jeho příbuzné a způsobil smrt jeho otce. Získal tím majetek Rawenswoodů. Později se ale jeho postavení u dvora zhoršilo a on spatřuje jedinou cestu, jak rodinu zachránit, ve sňatku své sestry Lucie s vlivným velmožem, lordem Arturem Bucklawem.

### První dějství
Zámek Lammermoor:
Na pozemcích lorda Enrica Ashtona byl spatřen vetřelec. Jeho myslivec Normanno se sluhy vyrážení po něm pátrat. Enrico Ashton má obavy o budoucnost, protože jeho sestra Lucia si odmítá vzít Lorda Artura Bucklawa za manžela. Luciin vychovatel, kaplan Raimondo, Lucii omlouvá, protože stále truchlí za zemřelou matku. Normanno ale připomíná, že Lucie byla viděna s lovcem, který se podobal Enricovu nepříteli Edgardovi z Ravenswoodu. Vrací se sloužící a potvrzují, že vetřelec byl patrně Edgardo. Enrico přísahá Edgardovi pomstu.
Proměna: lesní studánka:
Lucia se svou společnicí Alisou čekají časně ráno u lesní studánky na Luciina milence Edgarda. Lucia vypráví o vidině, kterou na tomto místě měla: zjevil se jí duch dívky, kterou probodl její žárlivý milenec. Duch Lucii varoval před láskou k Edgardovi. Lucie ale varování nedbá a vyznává se z lásky ke svému milenci. Edgardo přichází a oznamuje Lucii, že musí odjet s diplomatickou misí do Francie. Rád by se před odjezdem smířil s jejím bratrem a domluvil jejich sňatek. Lucie jej ale prosí, aby jejich lásku zatím uchoval v tajnosti. Milenci si vymění prsteny a slíbí si věrnost.

### Druhé dějství
Zámek Lammermoor, o několik měsíců později.
Enrico a Normanno přemýšlejí, jak donutit Lucii ke sňatku s Arturem. Normano sděluje, že se mu podařilo zadržet všechny Edgarovy dopisy. dokonce se mu podařilo doručit Lucii podvržený dopis se zprávou, že si Edgardo našel jinou nevěstu. Lucia je tímto dopisem zdrcena a chce zemřít. Enrico ji ale přesvědčuje, že musí zachránit rodinu a vzít si Lorda Artura. Lucia se nechá přesvědčit a doufá, že její pozemská oběť bude po smrti odměněna.
Svatební slavnost:
Enrico omlouvá před ženichem Luciin smutek nedávnou smrtí její matky. Lucia neochotně podepisuje svatební smlouvu. Do sálu neočekávaně vtrhne Edgardo a hlásí se o svou snoubenku. Když je mu ukázána svatební smlouva s Luciiným podpisem, strhne Lucii prsten a prokleje ji. Pak odchází.

### Třetí dějství
Věž na Vlčím útesu, bouřlivá noc:
Edgardo rozjímá v komnatě na posledním majetku, který mu zbyl. Přichází Enrico a posměšně jej informuje o tom, že Lucia právě uzavřela sňatek s lordem Arturem. Oba nepřátelé se dohodnou, že se za úsvitu střetnou v souboji nad hroby zemřelých Ravenswoodů.
Proměna: zámek Lammermoor:
Svatební oslavy pokračují, jsou však přerušeny Raimondovým oznámením, že Lucia zešílela a zabila svého manžela. Objevuje se Lucia v zakrvácených šatech a blouzní o své svatbě s Edgardem. Doufá, že se s ním shledá v nebi a kácí se k zemi.
Proměna: hroby Ravenswoodů:
Edgardo je stále přesvědčen, že jej Lucia zradila a doufá, že jej Enrico v souboji zabije. Od svatebních hostů se ale dozvídá, že je Lucia mrtva a při umírání volala jeho jméno. Edgardo se pod tíhou tohoto zjištění probodne a doufá ve shledání se svou snoubenkou na nebesích.